# Sainte-Croix-du-Mont
Sainte-Croix-du-Mont é uma comuna francesa na região administrativa da Nova Aquitânia, no departamento da Gironda. Estende-se por uma área de 8,93 km². Em 2010 a comuna tinha 900 habitantes (densidade: 100,8 hab./km²).